# Birgitta Ingvaldsdotter
Birgitta Ingvaldsdotter, född cirka 1468, död efter år 1527, var en svensk borgare. Hon tillhörde de ledande borgarna i Stockholm under 1500-talets början. 
Hon var dotter och enda barnet till borgaren Ingvald Torstensson (d. 1505) och Anna Jakobsdotter (d. 1491). Hon gifte sig senast 1490 med köpmannen Anders Svensson Hellsing. Vid moderns död ärvde hon en förmögenhet bestående av ett stenhus, en stenbod, ett brygghus, samt 600 mark i kontanter, silver och andra gåvor. Efter svärfadern Sven Hellsing (d. 1495) ärvde maken ytterligare en förmögenhet. Birgitta fick ofta ansvaret för makens affärsverksamhet under hans affärsresor kring Östersjön, och när han sedan också drabbades av en långvarig sjukdom, tog hon över också då han var hemma. Hon noteras ha betalat parets skatt 1502 och 1503, och skötte kontakterna med järn- och kopparproducenterna i Bergslagen. 
Vid makens död strax därpå blev hon en rik och barnlös änka. Hon gifte 1504 om sig med den förmögne tyske köpmannen Gert Brüning (d. 1518), som var det dåvarande Stockholms största skattebetalare och som genom giftermålet kunde etablera sig i Sverige. Maken handlade med koppar, kläde, humle och salpeter mellan Stockholm och Lübeck, och Birgitta Ingvaldsdotter skötte kontakterna med kopparproducenterna i Bergslagen. Genom sin fars (1505) och makes (1518) död ärvde hon ytterligare två förmögenheter. Birgitta Ingvaldsdotter fortsatte att sköta makens affärsverksamhet och tillhörde de främsta skattebetalarna i Stockholm 1518–1522. Hon avslutade sin verksamhet när hon 1522 gifte om sig med den tyske borgaren Hans Nagel. 
Hon bedrev också välgörenhet och skänkte hyresinkomsterna från några av sina fastigheter till S:t Nicolai gille, som i sin tur använde pengarna för fattigvård. År 1527 ansökte hon framgångsrikt om att återfå de hus vars intäkter hon och fadern låtit S:t Nicolai gille respektive franciskanerna erhålla, något som blivit tillåtet genom Västerås riksdag i juni 1527 under reformationen i Sverige. Det är den sista uppgiften som finns dokumenterad om henne, och hennes dödsdatum är okänt. 